# Château de Pernan
Le château de Pernan est situé sur la commune d'Avy, près de Pons, en Charente-Maritime.

## Historique
La création de la seigneurie de Pernan remonte probablement au règne de François Ier, quant en 1520, François, sire de Pons, cède au noble Charles de La Cour 120 livres de rente noble directe et foncière sur les paroisses de Marignac et d'Avy, avec tous droits de justice, à charge de rendre hommage aux sires de Pons. Dès lors les descendants de Charles de La Cour prennent les titres de seigneurs de Marignac et de Pernan, sur la paroisse d'Avy, et la famille de La Cour fait élever le logis de Pernan que nous connaissons vers 1549. Elle conserve Pernan jusqu'en 1738, quand l'héritière des lieux, Bénigne-Elisabeth de La Cour épouse Michel-Alexandre de Beaupoil de Saint-Aulaire, seigneur de Saint-Rémy, paroisse de Chenac (Charente-Maritime). Un inventaire dressé en 1785, après le décès de Bénigne-Elisabeth de La Cour, montre une demeure dont les pièces du rez-de-chaussée étaient encore ornées de tapisseries, dont certaines, qui représentaient des verdures et de grands personnages, provenaient d'Aubusson. Après le départ en émigration de son fils aîné, André-Alexandre de Beaupoil, lors de la Révolution, le château et ses terres sont saisis et vendus comme bien national en l'an II.

## Description
Peu remanié depuis qu'il a été élevé sous le règne de François Ier, le logis de Pernan est un petit corps de bâtiment rectangulaire de deux niveaux coiffé d'une toiture à deux versants  couverte de tuiles plates et doté de quelques éléments décoratifs de style Renaissance. Il est desservi par un escalier à vis, contenu dans une imposante tour polygonale. Elle est accompagnée, comme il se doit, par un escalier à vis secondaire secondaire contenu dans un tourillon qui dessert une chambre haute. Le corps de logis seigneurial est situé au fond d'une vaste cour entourée de dépendances qui était accessible, d'après un procès-verbal dressé en 1794, après avoir franchi un pavillon-porche voûté et couvert d'ardoises. Il n'en subsiste que la base, dotée de canonnières. À cette époque on signale également plusieurs éléments remarquables, dont une petite tour qui flanquait le corps de bâtiment bas situé dans le prolongement du logis, une grande tour qui était située dans le prolongement des dépendances et un pigeonnier seigneurial.

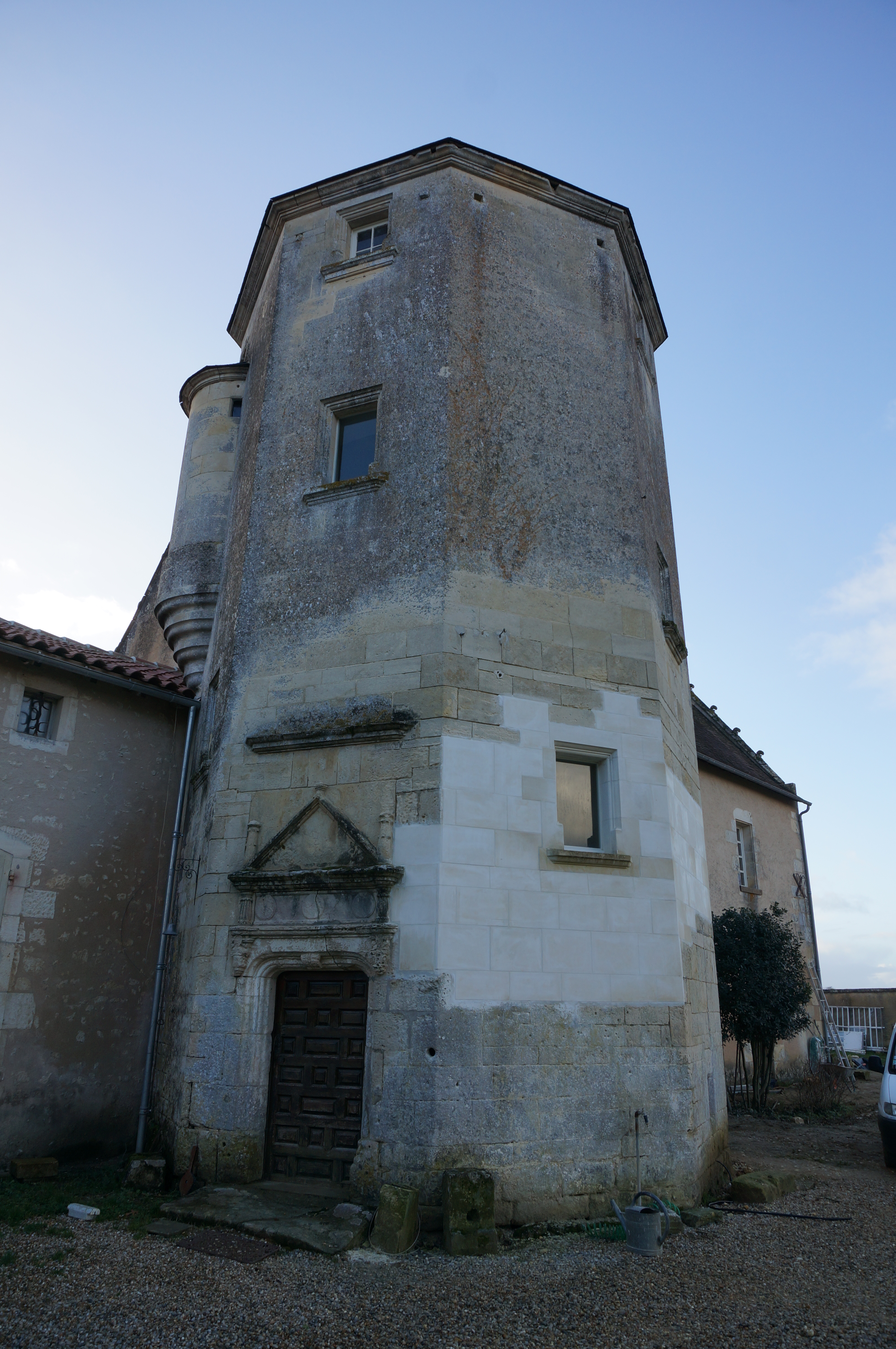
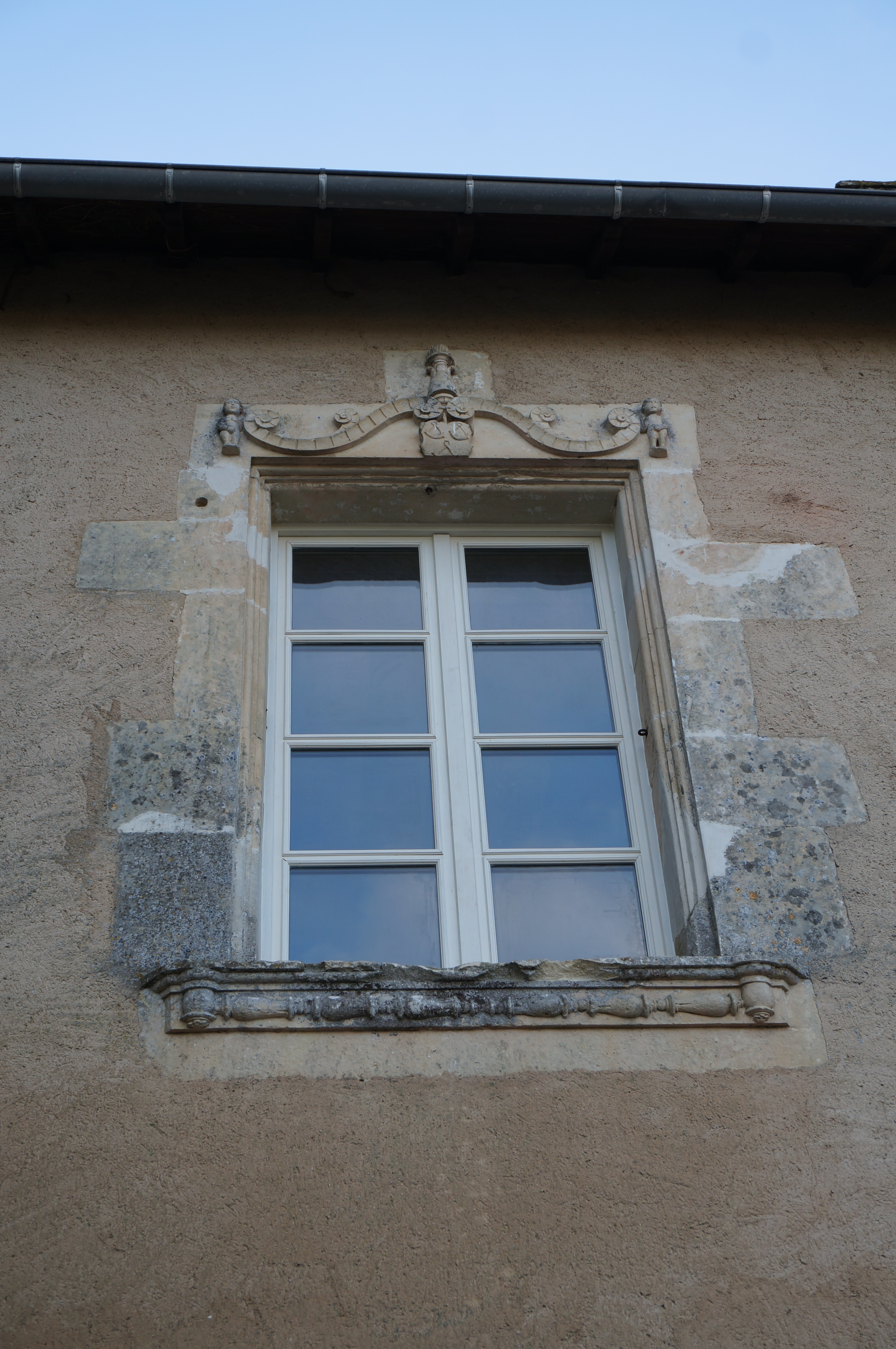